# Twenty-4-Seven
Twenty-4-Seven est un groupe d'eurodance des années 1990 originaire des Pays-Bas et produit en 1989 par Ruud Van Rijen. Le groupe est composé à ses débuts du rappeur américain Tony Dawson-Harrison, plus connu sous le pseudonyme de Captain Hollywood et de la chanteuse Nance Coolen. Quelques années plus tard, ces deux membres sont remplacés par Stacey Paton (appelé aussi Stay C) et une autre chanteuse appelée Stella.

## Biographie
En 1990, le groupe sort son premier titre I Can't Stand It, qui marie le rap et la dance de l'époque. Son style de musique est souvent appelé Hip-House en référence de la grande influence du hip-hop. Ce titre est interprété d'abord par le rappeur Ricardo Overman, sous le pseudonyme M.C Fixx It. Quelques mois plus tard, il est interprété par Captain Hollywood. Le succès ne se fait pas attendre en Europe, notamment aux Pays-Bas, en Allemagne et au Royaume-Uni où il est classé à la 7e place. Quelques mois après, le groupe sort un deuxième titre, Are You Dreaming, suivi de son premier album intitulé Street Moves.
En 1991, Tony-Dawson-Harrison décide de quitter le groupe après une dispute avec son producteur, mais il revient en 1993 avec le Captain Hollywood Project. Il en est de même pour l'interprète féminine du groupe Nance Coolen qui quitte aussi le groupe en 1991. Les deux sont remplacés peu de temps par un autre rappeur appelé Stacey Paton dit Stay C et par la chanteuse Stella.
En 1993, le groupe sort un nouveau single Slave To The Music et un album homonyme. C'est un succès dans quelques pays d'Europe et le single est suivi par d'autres tels Take Me Away et Is It Love.
À la fin des années 1990, l'eurodance commence à disparaitre peu à peu du monde de la musique, mais Ruud Van Rijen continue cependant de faire revivre le groupe malgré les coups durs et la baisse des ventes des disques. En septembre 1997, Stella quitte à son tour le groupe et Stay C poursuit l'aventure musicale. Il s'associe avec son producteur et commence à sortir ses propres morceaux et publie deux nouveaux singles intitulés You Want My Love et de Friday Night suivi d'un nouvel album 24 Hours, 7 Days A Week.

## Discographie

### Albums
- 1990 : Street Moves
- 1993 : Slave To The Music
- 1994 : Wanna Show You
- 1997 : 24 Hours, 7 Days A Week

### Singles
- 1990 : I Can' t stand it
- 1990 : Are You Dreaming
- 1993 : Slave To The Music
- 1993 : Take Me Away
- 1993 : Is It Love
- 1994 : Leave My Alone
- 1994 : Oh Baby!
- 1994 : Keep On Tryin'
- 1996 : We Are The World
- 1997 : If You Want My Love
- 1997 : Friday Night
- 1999 : Ne Ne
- 2007 : Like Flames
- 2012 : The Reason